# Ruy López de Ribera (m. 1344)

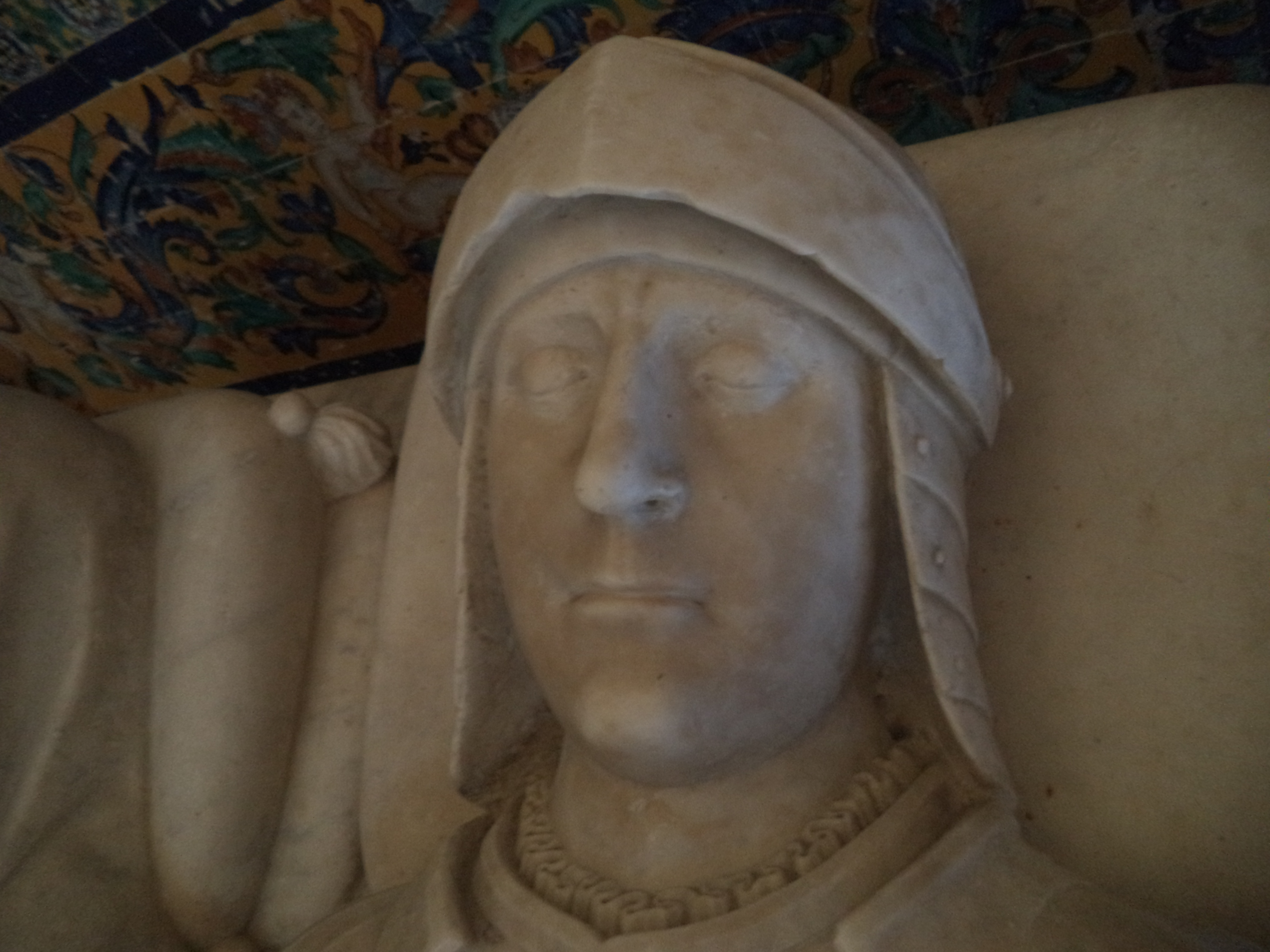
Caballero Ruy López de Ribera en su tumba en el monasterio de Santa María de las Cuevas

Ruy López de Ribera (m. 1344). Noble castellano.

## Biografía

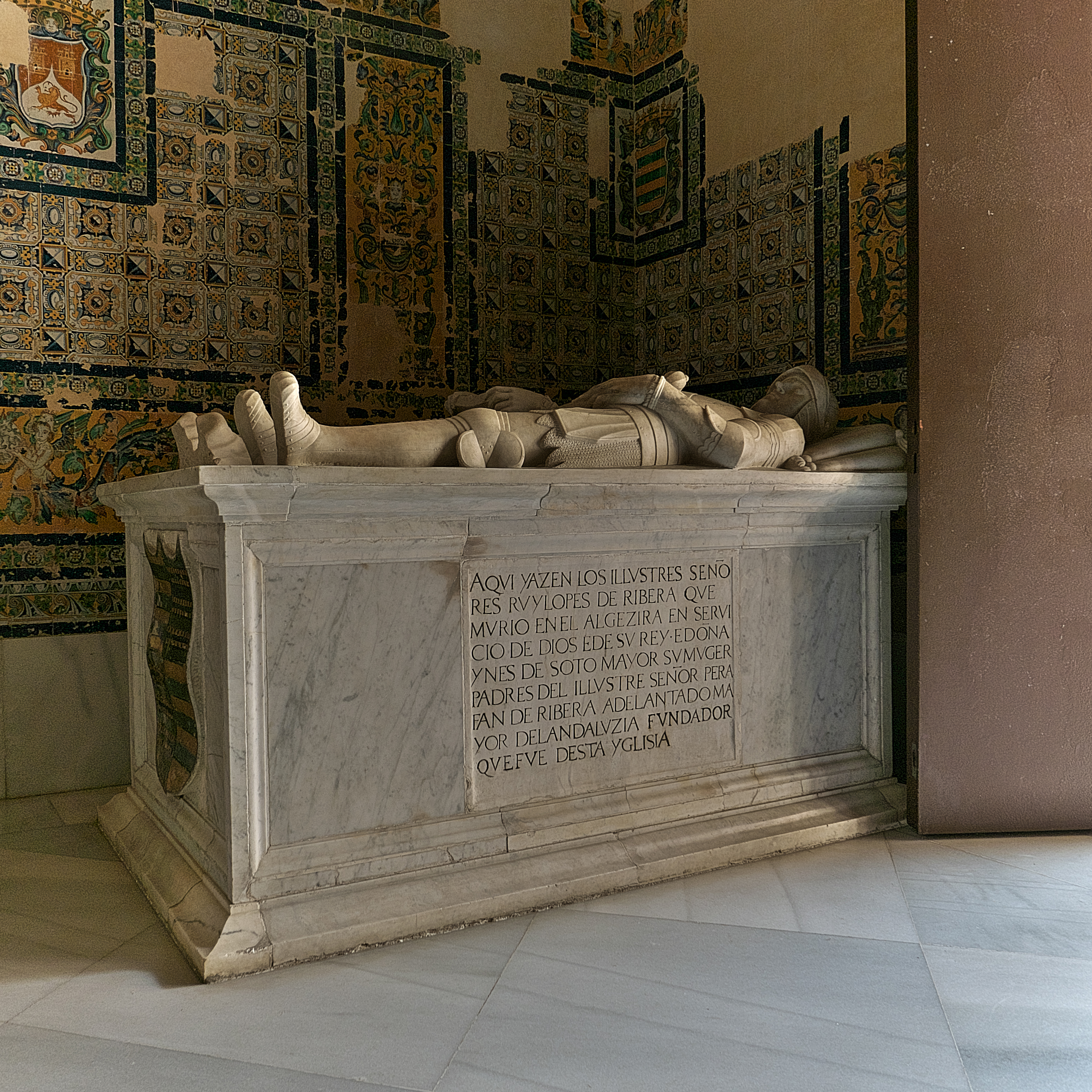
Capilla del Capítulo, Cartuja de Sevilla

Fue hijo de un caballero gallego llamado Lope López de Ribera, que se afincó en Sevilla probablemente en tiempos de Fernando IV de Castilla, y que contrajo matrimonio en dicha ciudad con María Afán, hija de un Per Afán, y adquirió algunas heredades.
Ruy López fue armado caballero en 1332 por Pedro Ponce de León el Viejo, señor de Marchena, durante las ceremonias de coronación de Alfonso XI en el monasterio de las Huelgas de Burgos. Contrajo matrimonio con Inés de Sotomayor, con quien tuvo a Per Afán de Ribera el Viejo, que llegaría a ser adelantado mayor de la frontera de Andalucía y notario mayor de Andalucía.
Falleció en 1344 durante el asedio de Algeciras.